# Mykoła Siczynski
Mykoła Siczynski, ukr. Микола Січинський (ur. 1850 w Niżborgu, zm. 8 sierpnia 1894 w Stopczatowie) – ukraiński działacz społeczny i ksiądz greckokatolicki (proboszcz w Czernichowcach).
Ukończył cesarsko-królewskie gimnazjum w Tarnopolu. Był posłem do Sejmu Krajowego Galicji V i VI kadencji, jeden z działaczy "Nowej Ery".
Z żoną Ołeną miał 14 dzieci, w tym Myrosława.

## Literatura
- Енциклопедія українознавства. T. 8. Lwów, 1993, s. 2848
- Stanisław Grodziski. Sejm Krajowy Galicyjski 1861-1914. Warszawa: Wydawnictwo Sejmowe, 1993. ISBN 83-7059-052-7.
- Wykaz Członków i Posłów Sejmu Krajowego Królewstwa Galicyi i Lodomeryi z Wielkim Kięstwem Krakowskiem na VI. peryod w roku 1892. Lwów, 1892.